# Гази Али бегова џамија
Гази Али-бегова џамија је џамија која се налази у старом језгру града Вучитрна, 100 м удаљена од Старог хамама.

## Опште информације
Ова џамија је део комплекса Гази Али-бега. Изграђена је у 15. веку и један је од старијих споменика културног наслеђа Србије.
Гази Али бегова џамија подигнута је средином 15. века. Од почетка до данас, џамија је одувек служила као сакрални објекат за обреде и верске церемоније Исламске заједнице. До 1999. године џамија је, иако уз мање интервенције, сачувала неке од првобитних архитектонских карактеристика.